# Friedrich von Raumer
Friedrich Ludwig Georg von Raumer (14 de mayo de 1781 - 14 de junio de 1873)  fue un historiador alemán. Fue el primer historiador científico en popularizar la historia en Alemania. Viajó extensamente y trabajó en los cuerpos legislativos alemanes.

## Biografía
Nació en Wörlitz en Anhalt-Dessau.  Su padre (quién murió en 1822), era Kammerdirektor (i.e. director de la cámara, oficial en jefe del departamento financiero) en Anhalt y otorgó un gran servicio a la agricultura. Después de estudiar en el Gimnasio Joachimsthal, Berlín y en las universidades de Halle y Gotinga, Raumer empezó a estudiar leyes.  Ingresó al servicio civil prusiano en 1801 como magistrado civil, y ascendió su puesto para convertirse en concejal del Canciller Hardenberg en 1809.
Obtuvo el título de profesor en la Universidad de Breslavia en 1811, donde trabajó hasta 1816.  En 1819,  pasó a ser profesor de historia y ciencia políticas en la Universidad de Berlín que mantuvo su cargo hasta 1847, y dando conferencias ocasionales hasta 1853. Fue por algún tiempo secretario de la Academia Prusiana de las Ciencias.  Cargo al que renunció en 1847.
En diferentes épocas entre 1816 y 1855,  viajó extensamente a través de Europa y los Estados Unidos. En 1815, continuó sus investigaciones históricas en Venecia y dos años después viajó a Alemania, Suiza e Italia. Viajó a Inglaterra en 1835, a Italia en 1839 y a los Estados Unidos en 1841-1843. Volvió a los Estados Unidos 1853-55. En esta visita, llevó a cabo la publicación de varios de sus trabajos.
En 1841, regresó de su viaje a través de los Estados Unidos. Raumer estaba profundamente impresionado por el amplio conocimiento de los ciudadanos del centro de EE. UU., a quien había encontrado en un barco de vapor del Misisipi. Sus continuos viajes atribuyen su interés y conocimiento a su acceso a libros de bibliotecas públicas y conferencias públicas en varios temas. Luego comenzó una iniciativa para abrir bibliotecas públicas en Berlín.
A finales de 1841 Raumer y otros entusiastas fundaron primero el Verein für wissenschaftliche Vorträge (i.e. Asociación para conferencias públicas científicas). El Verein, utilizando la sala de concierto de la Academia de Canto como su local para conferencias, tuvo éxito para obtener 4.000 táleros (en aquel entonces 592,59 £ esterlinas) formando la capital de empezar para fundar bibliotecas públicas en Berlín en 1846. Hasta que a finales de la década de 1870, el Verein fue inaugurado y proporcionado ayuda financiera superior a la suma inicial. El Verein, sin embargo, quería que la ciudad de Berlín diera mano de obra y tomar las bibliotecas bajo sus auspicios.
Raumer presentó sus ideas en bibliotecas públicas, denominados como Volksbibliotheken (bibliotecas del pueblo), en un memorándum en 1846, resonando sus opiniones democráticas. Como resultado, en el magistrado de Berlín de 1847 (gobierno de la ciudad) estableció una comisión permanente para el establecimiento y administración de bibliotecas públicas, que consiste en miembros de la mencionada Verein y representantes de la Asamblea popular (Stadtverordnetenversammlung; luego parlamento civil de Berlín), del cual Raumer era miembro en el plazo parlamentario de 1847/1848. En diciembre de 1848 el rey Federico Guillermo IV de Prusia aprobó la fundación de bibliotecas públicas, sin embargo, su decisión quedó inédita debido a las repercusiones de la revolución alemana de aquel año. Con efecto del 1 de agosto de 1850 las primeras cuatro bibliotecas públicas abrieron, número del I a IV. La Biblioteca número I fue nombrado después en 1955.

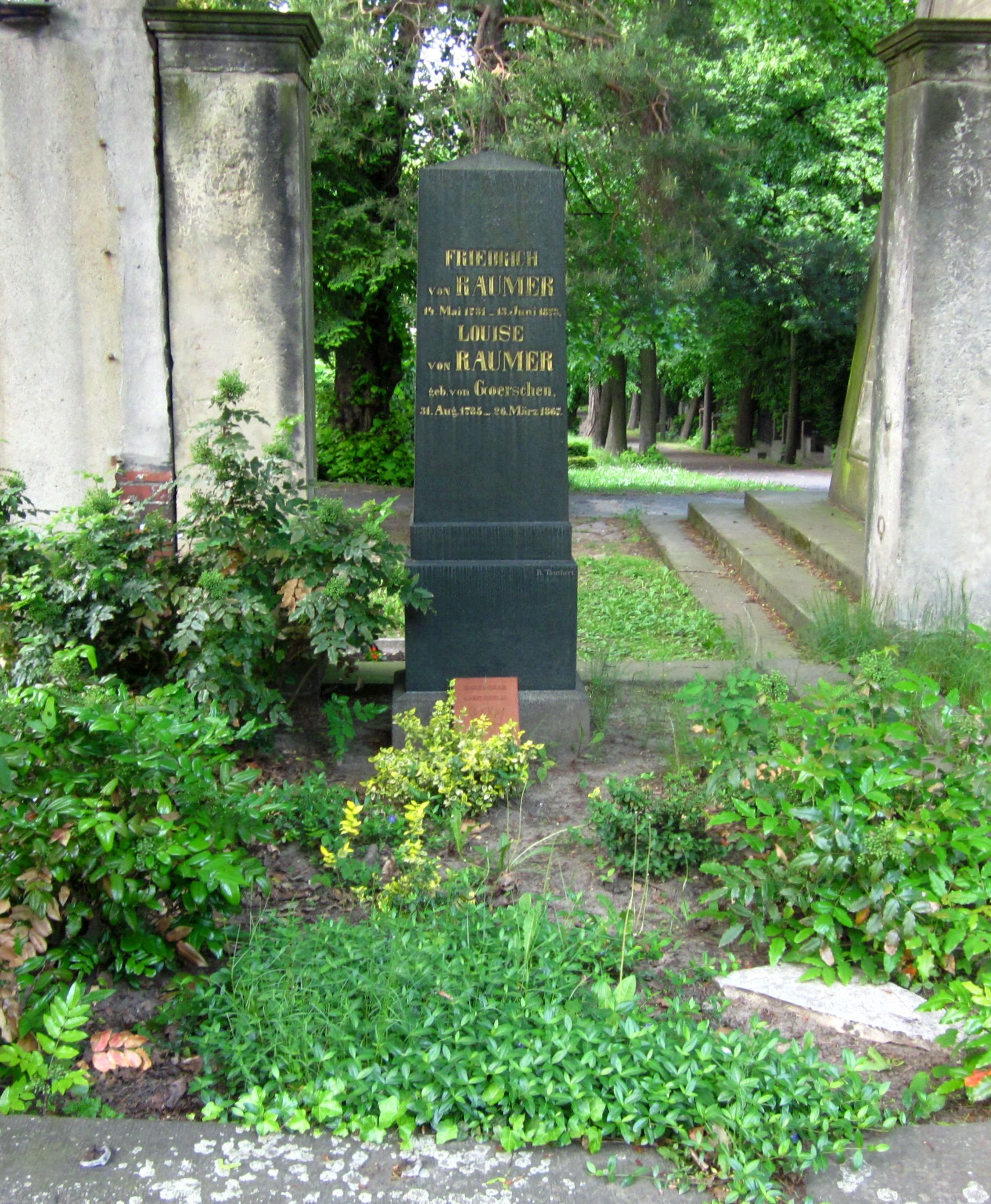
Tumba de Friedrich von Raumer y su esposa Louise, née von Görschen

En 1848 fue elegido miembro del Parlamento de Fráncfort, donde se asoció con la centro derecha, apoyando la propuesta para un imperio alemán bajo la supremacía de Prusia. Fue enviado a París como embajador por el regente imperial Archiduque Juan de Austria, y fue uno de la diputación que ofreció la corona imperial a Federico Guillermo IV. Después de la ruptura del parlamento alemán, Raumer regresó a Berlín, donde fue hecho miembro de la cámara alta de Prusia.
Falleció en Berlín en 1873. Su cuerpo está preservado en un cementerio en la sección Kreuzberg de Berlín, el Friedhof II der Dreifaltigkeits-Kirchengemeinde en Bergmannstraße, Berlín.

## Escrituras
La mayoría de sus trabajos famosos son Geschichte der Hohenstaufen und ihrer Zeit (1823-25) y Geschichte Europas seit dem Ende des 15diez Jahrhunderts (1832-50). Su primer trabajo, publicado anónimamente en 1806, fue titulado Sechs Dialoge über Krieg und Handel.
Otros trabajos incluyen:
- Das britische Besteuerungssystem (1810)
- Handbuch merkwürdiger Stellen aus den lateinischen Geschichtschreibern des Mittelalters (1813)
- Herbstreise nach Venedig (1816)
- Prussian Ley municipal (1828)
- Briefe aus Paris und Frankreich im Jahre 1830 (1831)
- Briefe aus Paris zur Erläuterung der Geschichte des 16diez und 17diez Jahrhunderts (1831)
- Ueber Dado geschichtlich Entwickelung der Begriffe von Recht, Staat und Politik (1832)
- Inglaterra en 1835 (1836)
- Beiträge zur neuern Geschichte aus dem Britischen Museo und Reichsarchive (Contribuciones a historia más reciente del Museo británico y archivos de gobierno, 1836-39)
- Italien, Beiträge zur Kenntnis dieses Landes (Contribuciones al entendiendo de Italia, 1840)
- Inglaterra en 1841 (1842)
- Dado Vereinigten Staaten von Nordamerika (Los Estados Unidos de América del Norte, 1845)
- Antiquarische Briefe (Letras encima antigüedad, 1851)
- Historisch-politische Briefe über Dado geselligen Verhältnisse der Menschen (Histórico-letras políticas en relaciones sociales, 1860)
- Lebenserinnerungen und Briefwechsel (Reminiscencias y correspondencia, 1861)
- Handbuch zur Geschichte der Literatur (Manual de historia literaria, 1864-66)

En 1830, Raumer empezó el Historisches Taschenbuch publicado por F. Un. Brockhaus, El cual fue continuado por Wilhelm Heinrich Riehl después de 1871.

### Evaluación
Según la Encyclopædia Britannica de 1911, “Su estilo es directo, lucido y enérgico, y en su día fue un historiador popular , pero juzgado por estándares estrictamente científicos que no se encuentra entre los primeros hombres de su tiempo.” Según Appletons' Cyclopædia de Biografía americana, “ es considerado con justicia como uno de los historiadores más grandes del siglo XIX.”

## Familia
Su hermano, Karl Georg von Raumer, fue un geólogo y educador. Sus primos eran Ernst Ludwig von Gerlach, un juez, político, y editor, y Ludwig Friedrich Leopold von Gerlach, un general y confidente de Bismarck.

## Premios y honores
- Miembro de la Academia bávara de Ciencias y Humanidades (1830)
- Miembro de la Real Academia de las Ciencias suecas
- Miembro de la Academia de Ciencias de Turin
- Miembro de la Academia de Ciencias de Glasgow
- Miembro Honorario de la Royal Society
- Miembro Honorario del Comité de académicos del Germanisches Nationalmuseum (1857)
- Maximilian bávaro Orden para Ciencia y Arte (1853)
- Verter le Mérite für Wissenschaft und Künste (1863)
- Friedrich von Raumer Biblioteca, nombrado póstumamente en 1955